# Sanékuy
Sanékuy è un comune rurale del Mali facente parte del circondario di Tominian, nella regione di Ségou.